# Obwód Jamboł

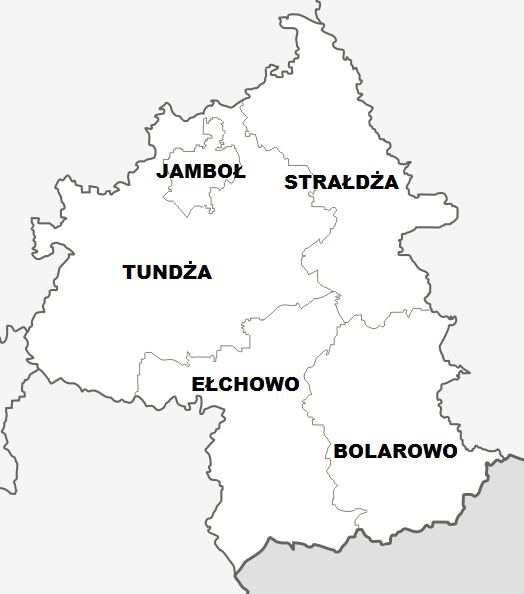
Podział administracyjny obwodu Jamboł

Obwód Jamboł (bułg. Област Ямбол) – jedna z 28 jednostek administracyjnych Bułgarii, położona w południowo-wschodniej części kraju. Graniczy z Turcją oraz z obwodami: Burgas, Sliwen, Stara Zagora i Chaskowo.

## Skład etniczny
W obwodzie żyje 156 070	ludzi, z tego 140 240 Bułgarów (89,86%), 9 729 Romów (6,23%), 4 181 Turków (2,68%) oraz 1 920 osób innej narodowości (1,23%). (http://www.nsi.bg/Census_e/Census_e.htm)